# Camponotus spanis
Camponotus spanis é uma espécie de inseto do gênero Camponotus, pertencente à família Formicidae.